# باولا إيزابيل دا سيلفا موريرا
باولا إيزابيل دا سيلفا موريرا هي عالمة أعصاب برتغالية، ولدت في 4 يناير 1975 في فرنسا.